# Église Saint-Thibault de Château-Porcien
L'église Saint-Thibault est une église située à Château-Porcien, en France.

## Description
L'élément le plus remarquable de cette église  est la tour occidentale dont le rez-de-chaussée fait office de porche, ouvrant sur une nef de quatre travées. Elle a été construite au XVIe siècle et les angles de cette tour sont consolidés par de puissants contreforts. Cette tour-porche s'ouvre par un portail surmonté d'une balustrade et d'une rosace. Les voussures du portail ont cependant souffert. 

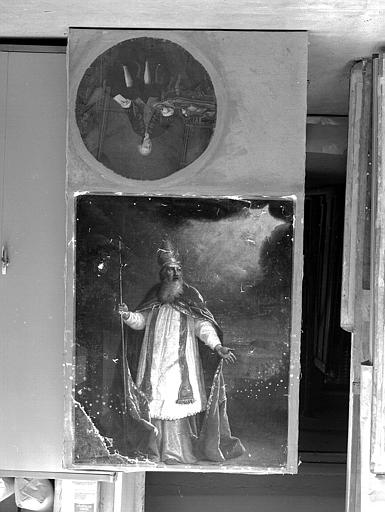
Peinture de Wilbault.

À l'intérieur de l'église, les éléments les plus intéressants sont les fonts baptismaux, l'aigle-lutrin, quelques bas-reliefs et lambris. Et différents tableaux, dont deux tableaux de Nicolas Wilbault. Un tableau de Jacques Wilbault, au titre éloquent, le Triomphe de la religion après la révolution, a disparu après 1918.

## Localisation
En ce lieu, la commune de Château-Porcien, dans le département français des Ardennes, la rivière de l'Aisne constitue  une île sur laquelle est construite une partie du village. C'est dans cette partie que l'église est située.

## Historique
L'église Saint-Thibault est l'ancienne église d'un prieuré édifié en 1143, sous l'archevêque Samson de Mauvoisin. 
L'édifice est inscrit au titre des monuments historiques en 1971 et classé en 1984

## Références

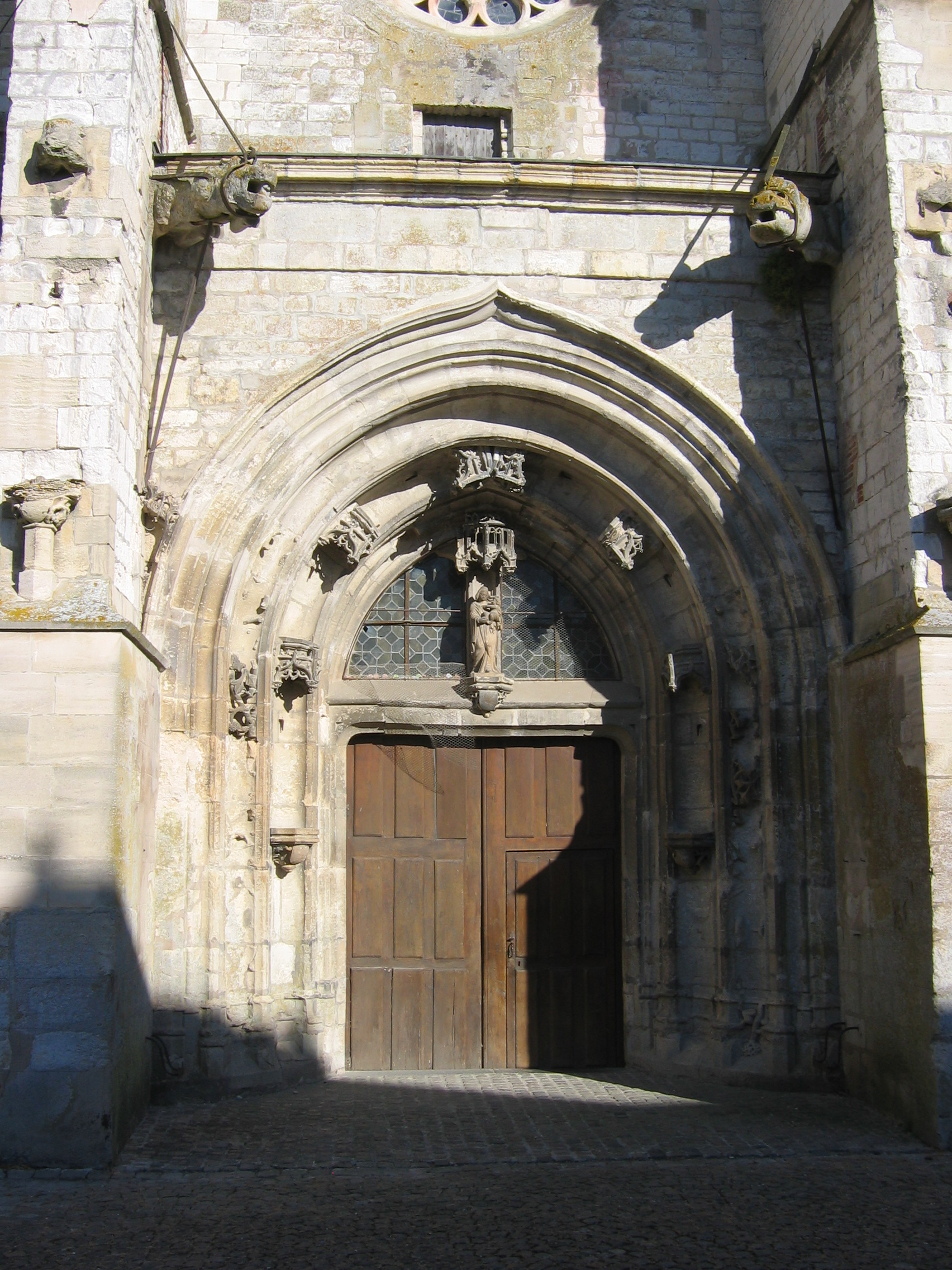
Portail